# 喀什红景天
喀什红景天（学名：Rhodiola kaschgarica）为景天科红景天属的植物。分布在生境：俄罗斯以及中国大陆的新疆等地，生长于海拔2,000米至4,200米的地区，一般生长在石上，目前尚未由人工引种栽培。